# 聖列奧城堡

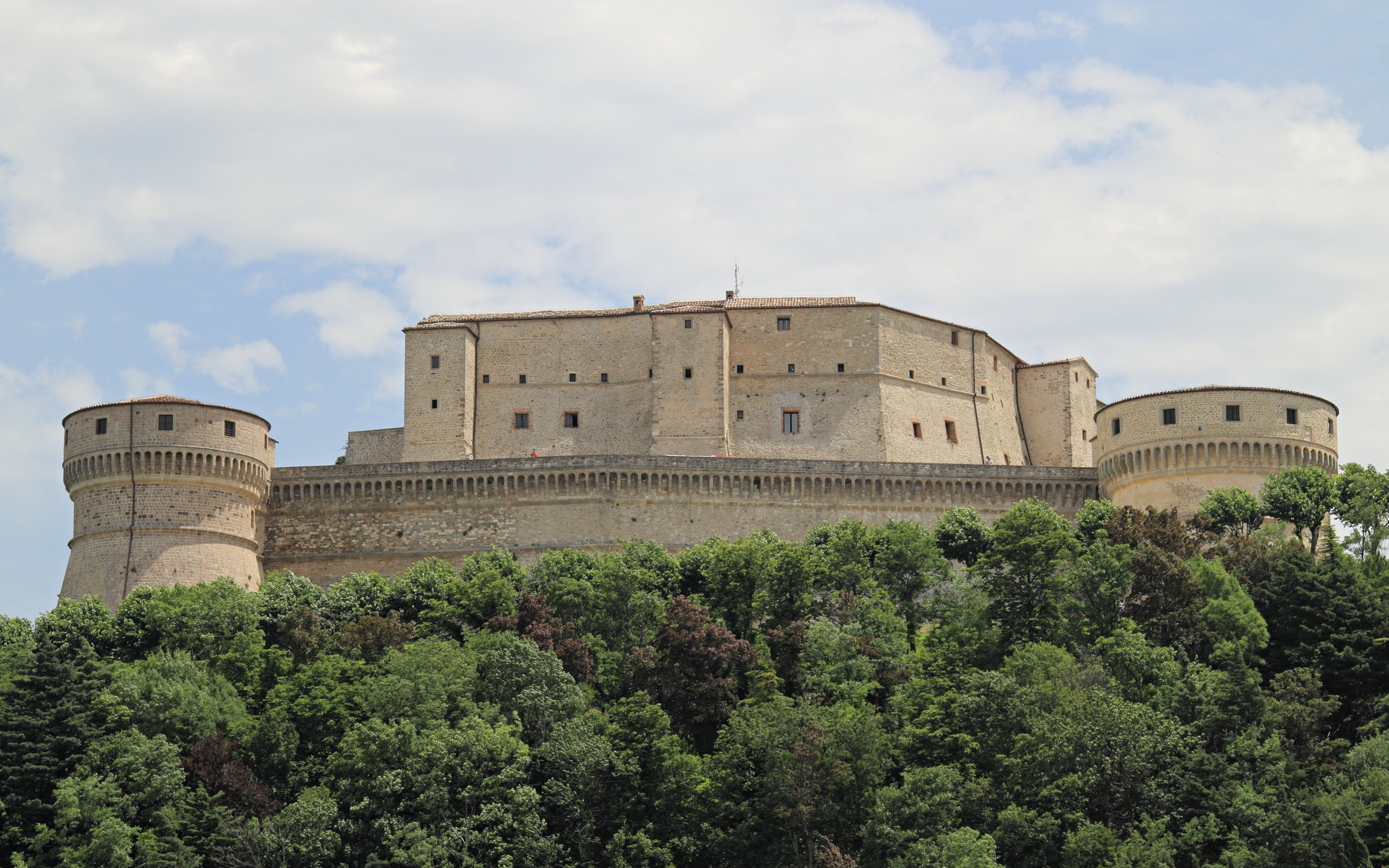

聖列奧城堡（Fortress of San Leo）是位於義大利的一座城堡。這座城堡曾經由費德里科·達·蒙特費爾特羅和他的妻子所有，現在是一座博物館。

## 外部連結
- 官方网站